# فرانكي نيل (لاعب كرة قدم أمريكية)
فرانكي نيل (بالإنجليزية: Frankie Neal)‏ هو لاعب كرة قدم أمريكية أمريكي، ولد في 1 أكتوبر 1965 في سيبرينغ في الولايات المتحدة.

## وصلات خارجية
- فرانكي نيل على موقع مرجع كرة القدم المحترفة.كوم (الإنجليزية)